# Dálnice A1 (Slovinsko)
Slovinská dálnice A1 (neoficiálně Štajersko-primorska avtocesta, tj. štýrsko-přímořská dálnice, nebo také Slovenika) je nejdelší slovinskou dálnicí a tvoří její dopravní páteř v západo-východním směru. Navazuje na rakouskou dálnici A9.

## Průběh a trasa dálnice
Dálnice začíná na slovinsko-rakouské hranici u města Šentilj. Odtud vede na jih k druhému největšímu slovinskému městu Mariboru, který obchází po obchvatu z východní strany. Mimo jiné zde překonává řeku Drávu. Obchází pohoří Pohorje a u obce Slovenske Konjice překonává menší hřeben a vniká do údolí řeky Savinja, kde se blíží k městu Celje. Západně od města Žalec potom prochází horskou krajinou jižně od Sávských Alp a směřuje k městu Domžale a k hlavnímu městu Lublani. Zde tvoří jednu ze stran dálničního okruhu hlavního města. Od Lublaně vede dále opět jihozápadním směrem širokým údolím řeky Ljubljanica do města Vrhnika a poté vstupuje do krasové krajiny k městu Postojna. Po 240 km délky ústí v hlavním slovinském přístavu Koper. Tam dále přechází v rychlostní komunikaci H6, směřující po pobřeží dále do Izoly.
Nejvyššího bodu dosahuje v krasových horách mezi Nanosem a Senožečemi ve výšce kolem 690 metrů nad mořem, kde je typický také silný vítr. Nejníže položené místo je potom na křižovatce Srmin u Koperu s nadmořskou výškou menší než 10 m n. m.

## Technické parametry
Dálnice A1 byla vybudována jako čtyřproudá silnice v celé svojí délce s oddělenými jízdními pruhy a odstavnými pruhy (s výjimkou tunelů, kde tyto nejsou). Jízdní pruhy jsou široké 3,75 m, 2,5 m a 0,5 m. Vzhledem k tomu, že silnice vede velmi rozmanitým terénem, od rovinatého po kopcovitý, jsou k tomu uzpůsobeny i některé horizontální a vertikální prvky. Z hlediska geotechnických podmínek byl náročný zejména úsek Vrana–Trojane–Blagovica (s nejdelším tunelem) a dále překonání podmáčených oblastí okolo Lublaně. Nejnáročnější úsek byl postaven na pobřežní části, kde bylo nutné na krátké vzdálenosti překonat relativně velký výškový rozdíl. Na tomto místě vznikl největší viadukt Črni kal a několik dalších mostních objektů.

## Historie dálnice

### První projekty a příprava
V roce 1966 vyšla první odborná studie, která předpokládala vybudování prvních dálnic na území tehdejší SR Slovinsko. Příprava výstavby první slovinské i jugoslávské dálnice trvala pět let. Projekt připravilo několik tehdejších jugoslávských firem.

### Dálnice v Jugoslávii
Výstavba dálnice A1 začala po bouřlivých sporech v roce 1970. Nakonec bylo rozhodnuto, že dálnice budou budovány ve směrech silnic, kde provoz překročil míru 12 500 vozidel za den. Slavnostní výkop uskutečnil Stane Kavčič. První úsek Vrhnika–Postojna byl otevřen 29. prosince 1972. Úsek měřil 30,1 km a jednalo se o první dálnici na území Slovinska i tehdejší Jugoslávie. Stavělo se 30 měsíců celkem. Na výstavbě se podílelo 40 firem z celé tehdejší SFRJ. Geologické podmínky byly vzhledem ke krasovému podloží nesnadné. Na některých úsecích, které byly podmáčené (blíže k Lublani) byla dálnice založena na pilotech. Dělníci byli ze všech republik a nejvíce z Makedonie, kteří ze doufali ve vysoký výdělek. Josip Broz Tito se svojí ženou Jovankou Broz navštívil stavbu dva týdny před otevřením. Na stavbě vznikl i 630 m dlouhý viadukt.
Provoz na novém úseku činil 8000 vozidel za den.

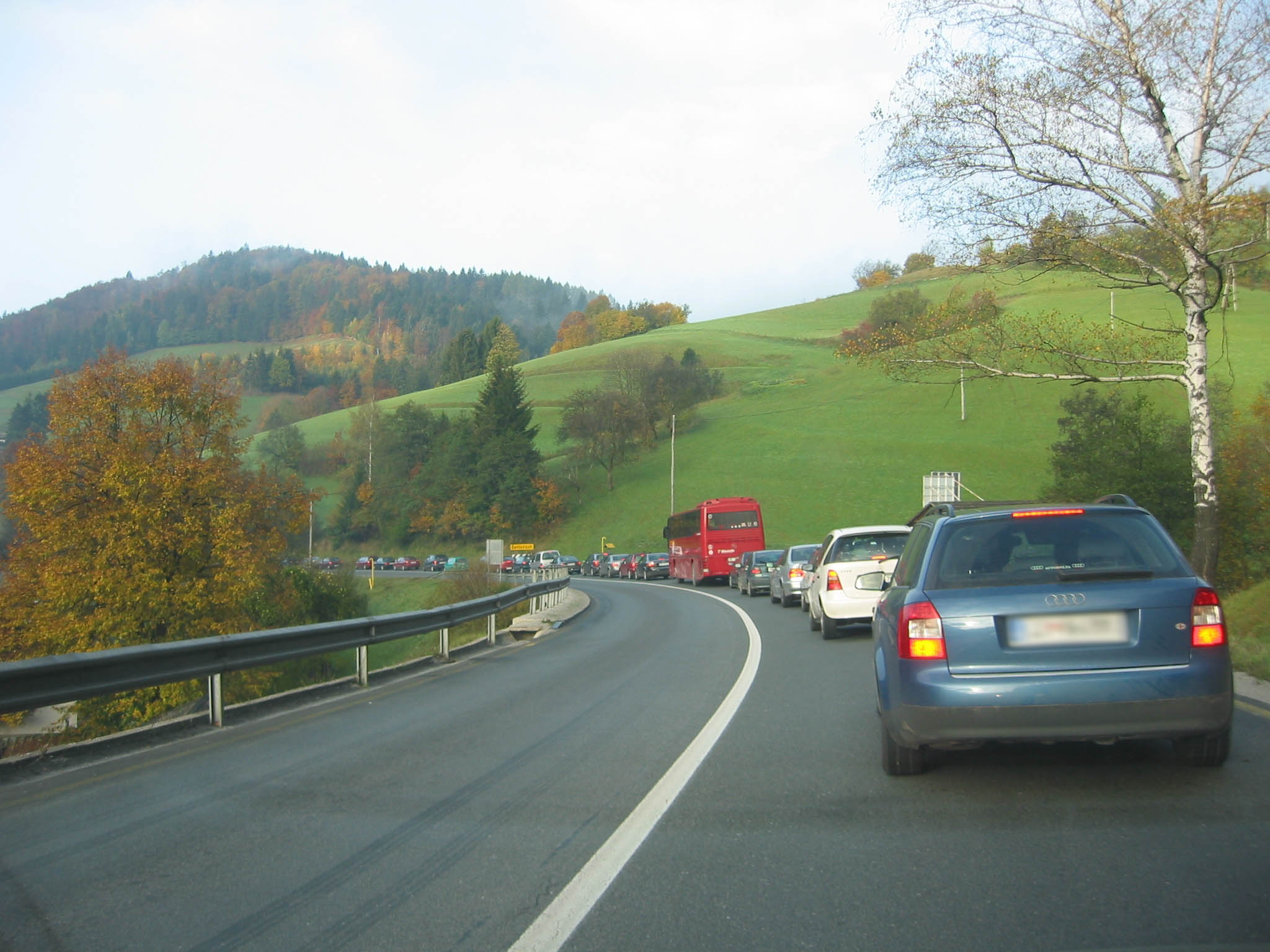
Silniční kolona na Trojanském klanjci, později zde došlo výstavbou dálnice k útlumu provozu.

Původní projekt předpokládal s dokončením do roku 2000. Nárůst automobilové dopravy ve Slovinsku probíhal především v 70. letech 20. století a i po té době. Než byla dálnice dokončená, tvořily se často na frekventovaných silnicích celostátního významu časté kolony.
V Jugoslávii měla původně číslo 6, později č. 10. Už tehdy byl provoz po dálnici zpoplatněn, a to cenou 8 dinárů nebo 3 západoněmeckých marek.
V roce 1972 byla zahájena výstavba centrální části dálnice mezi Lublaní a Mariborem (ale bez obou obchvatů). 45 km dlouhý úsek Hoče – Arja vas byl budován do roku 1978, vybudován byl nicméně pouze v polovičním profilu. Tento úsek byl rozdělen na dalších pět pod-úseků:
- Hoče–Slovenska Bistrica v celkové délce 17,0 km
- Slovenska Bistrica–Žiče v celkové délce 8,5 km
- Žiče–Dramlje v celkové délce 9,02 km
- Dramlje–Hudinja v celkové délce 9,94 km
- Hudinja–Arja vas v celkové délce 6,5 km.

V roce 1989 byla zahájena výstavba nového hraničního přechodu s Rakouskem u města Šentilj, který byl již součástí budované dálnice. Dokončen byl roku 1991. Tímto se Slovinsko stalo v rámci Jugoslávie republikou z relativně nejrozvinutější dálniční sítí, což však bylo dáno také vysokým stupněm motorizace a tranzitním charakterem silniční dopravy.

### Nezávislé Slovinsko
Po rozpadu Jugoslávie slovinská vláda převzala původní koncepci výstavby dálnic. V 90. letech 20. století byla dostavba základní sítě a také hlavní dálnice prioritou. V letech 1995 až 1999, resp. 2001 byl budován úsek Šentjakob – Malence, který plnil také úlohu obchvatu Lublaně. Jednalo se o 10,7 km dálnice a dimenzována byla na rychlost 120 km/h. 
V roce 1994 byla zahájena výstavba úseku až k obci Pesnica severně od Mariboru, tento úsek byl dokončen o pět let později. Rovněž byl prodloužen centrální úsek od obce Arja vas a po Vransko, čímž se dálnice prodloužila o 20 km. Stavební práce se tam uskutečnily v letech 1995 až 1997. V téže době byl také rozšířen i úsek Hoče – Arja vas na regulérní čtyřproudou dálnici.
V listopadu 2004 byl dokončen celý jihozápadní úsek dálnice až do Koperu, což bylo téměř 100 km. Stavba byla financována částečně prostředky slovinského státu a částečně z peněz Evropské investiční banky.
Dne 12. srpna 2005 byl otevřen úsek Trojane – Blagovica – stavebně nejnáročnější část trasy dálnice, kde je na necelých 11 kilometrech 8 mostů a 2 tunely. Mimo jiné se zde nachází Viadukt Peteljinek o délce 360 metrů, který byl budován od roku 2001. Tím byl dokončen úsek z Mariboru přes Lublaň až do Koperu, nicméně ne ještě až souvislý k rakouské hranici. Celková délka dálnice tehdy dosáhla 130 km.
Poslední 14,5 km dlouhý úsek (obchvat Mariboru) byl uveden do provozu 14. srpna 2009.

## Dopravní stavby na dálnici

### Mimoúrovňové křižovatky
Součástí dálnice A1 je 8 mimoúrovňových křižovatek, na kterých se oddělují další slovinské dálnice a rychlostní silnice:
- Dragučova (dokončena v roce 2008) – severovýchodně od Mariboru se odděluje dálnice A5 směřující přes Murskou Sobotu na hranici s Maďarskem,
- Slivnica (dokončena v roce 2009) – jižně od Mariboru se odděluje dálnice A4 směřující přes Gruškovje na hranici s Chorvatskem,
- Zadobrova (dokončena v roce 1999) – u Lublaně navazuje rychlostní silnice H3 (severní část lublaňského okruhu),
- Malence (dokončena v roce 1993) – jižně od Lublaně začíná křížení dálnice A1 s dálnicí A2, zde se připojuje jižní větev vedoucí do Obrežje na hranicích s Chorvatskem (obě dálnice pak vedou v krátkém úseku společně),
- Kozarje (dokončena v roce 1979) – západně od Lublaně se od dálnice A1 odděluje severní větev dálnice A2 směřující k Tunelu Karavanky na hranicích s Rakouskem,
- Razdrto (dokončena v roce 2000 – u města Postojna odbočuje rychlostní silnice H4 Razdrto-Vrtojba,
- Gabrk (dokončena v roce 1998) – odděluje se dálnice A3 směřující přes Fernetiči na hranice s Itálií,
- Srmin (dokončena v roce 2004) – u Koperu se dálnice A1 napojuje na rychlostní silnici H5, směřující od Škofije na hranicích s Itálií podél pobřeží Jaderského moře na hranice s Chorvatskem.

### Mosty a tunely
Dálnice překonává terén 10 tunely a 38 mosty. Její součástí jsou i dvě stavby s rekordní délkou: Viadukt Črni Kal, který je nejvyšším a nejdelším mostem ve Slovinsku a tunel Trojane, který je nejdelším slovinským dvoutubusovým tunelem. Tunely na dálnici jsou následující:
- Tunel Vodole – pravý tubus 249 m, levý tubus 247 m
- Tunel Golo rebro – pravý tubus 788 m, levý tubus 757 m
- Tunel Pletovarje – pravý tubus 708 m, levý tubus 745 m
- Tunel Ločica – pravý tubus 750 m, levý tubus 810 m
- Tunel Jasovnik – pravý tubus 1633 m, levý tubus 1612 m
- Tunel Trojane – pravý tubus 2840 m, levý tubus 2931 m
- Tunel Podmilj – pravý tubus 622 m, levý tubus 613 m
- Tunel Golovec – pravý tubus 622 m, levý tubus 595 m
- Tunel Kastelec – pravý tubus 2195 m, levý tubus 2303 m
- Tunel Dekani – pravý tubus 2190 m, levý tubus 2181 m

Mezi delší viadukty potom patří tyto:
- Viadukt Kresnica – pravý a levý
- Viadukt Pekel – pravý a levý
- Viadukt Preloge – pravý a levý
- Viadukt Škedenj I – pravý a levý
- Viadukt Ločica – pravý a levý
- Viadukt Šentožbolt – pravý a levý
- Viadukt Petelinjek – pravý a levý
- Viadukt Blagovica – pravý a levý
- Viadukt Verd – pravý a levý
- Viadukt Ravbarkomanda – pravý a levý
- Viadukt Črni kal – pravý a levý
- Viadukt Bivje – pravý a levý

Mimo jiné se na dálnici nachází 168 podpůrných stěn a konstrukcí a 25 stěn s piloty.
Z důvodu nadměrné hlukové zátěže bylo do konce roku 2011 postaveno 56,3 km protihlukových stěn. V souladu s platnými slovinskými předpisy a monitoringem, který je prováděn pravidelně, budou dle potřeby realizována opatření k ochraně před nadměrným hlukem. Byly také postaveny vhodné stavby pro migraci divokých zvířat; jižní část dálnice prochází v oblasti, kde žije medvěd hnědý. Dálnice i tak představuje přirozenou bariéru pro migraci zvířat.
K ochraně před znečištěním půdy a vod z vozovky bylo vybudováno 332 různých nádrží, lapačů olejů apod.

## Zpoplatnění
Na dálnici A1 se dříve používal otevřený způsob placení mýtného. Po zavedení dálničních známek se tento způsob nadále používá již jen pro autobusy a nákladní automobily.
Od 1. července 2008 tak vozidla již nezastavují na mýtných branách, od roku 2018 je mýtné pro nákladní vozidla elektronické. Mýtné brány na nájezdech na dálnici nicméně nebyly zbourány.

## Fotografie

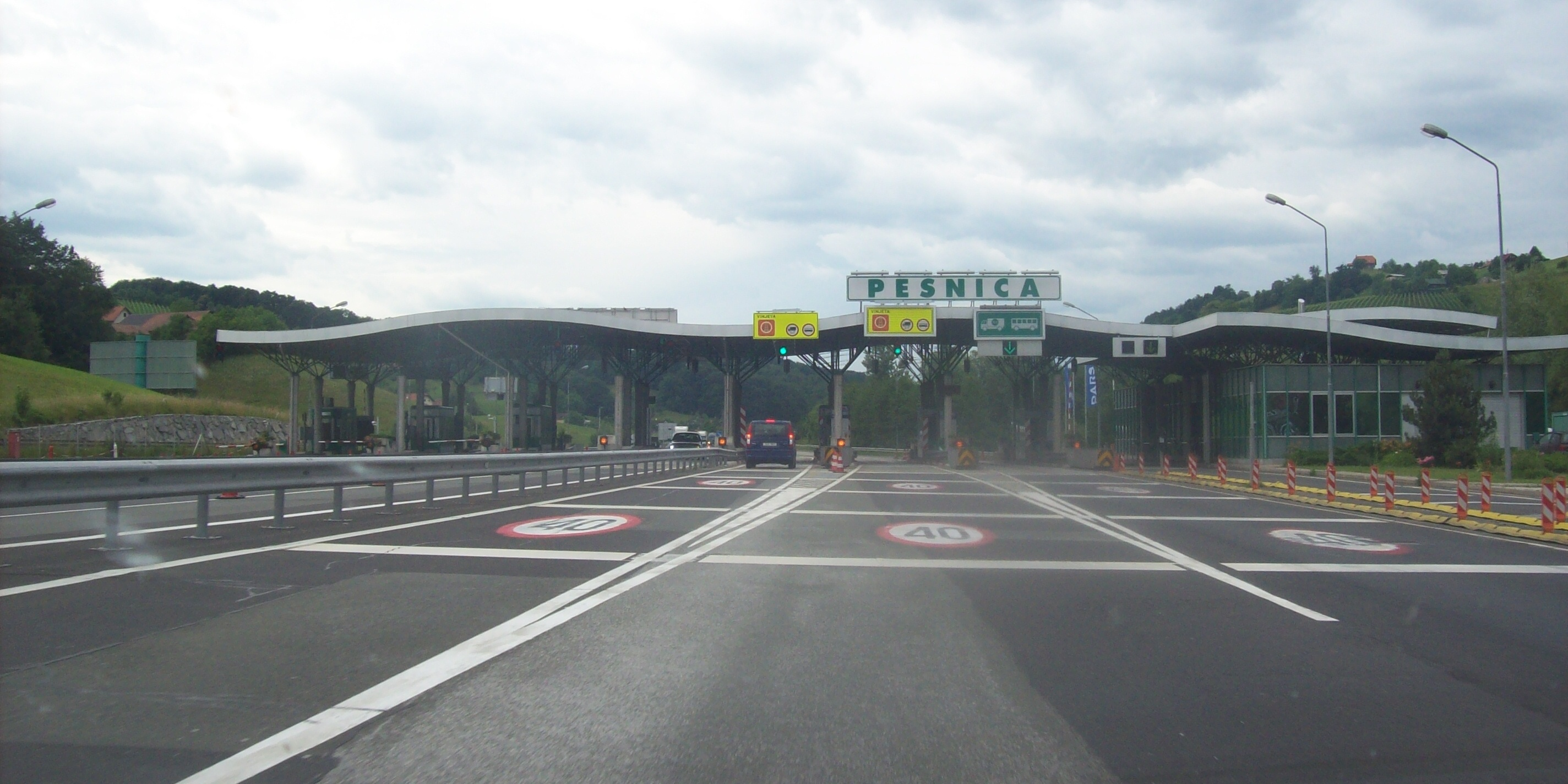
Výběr mýtného (Pesnica, směr Šentilj)
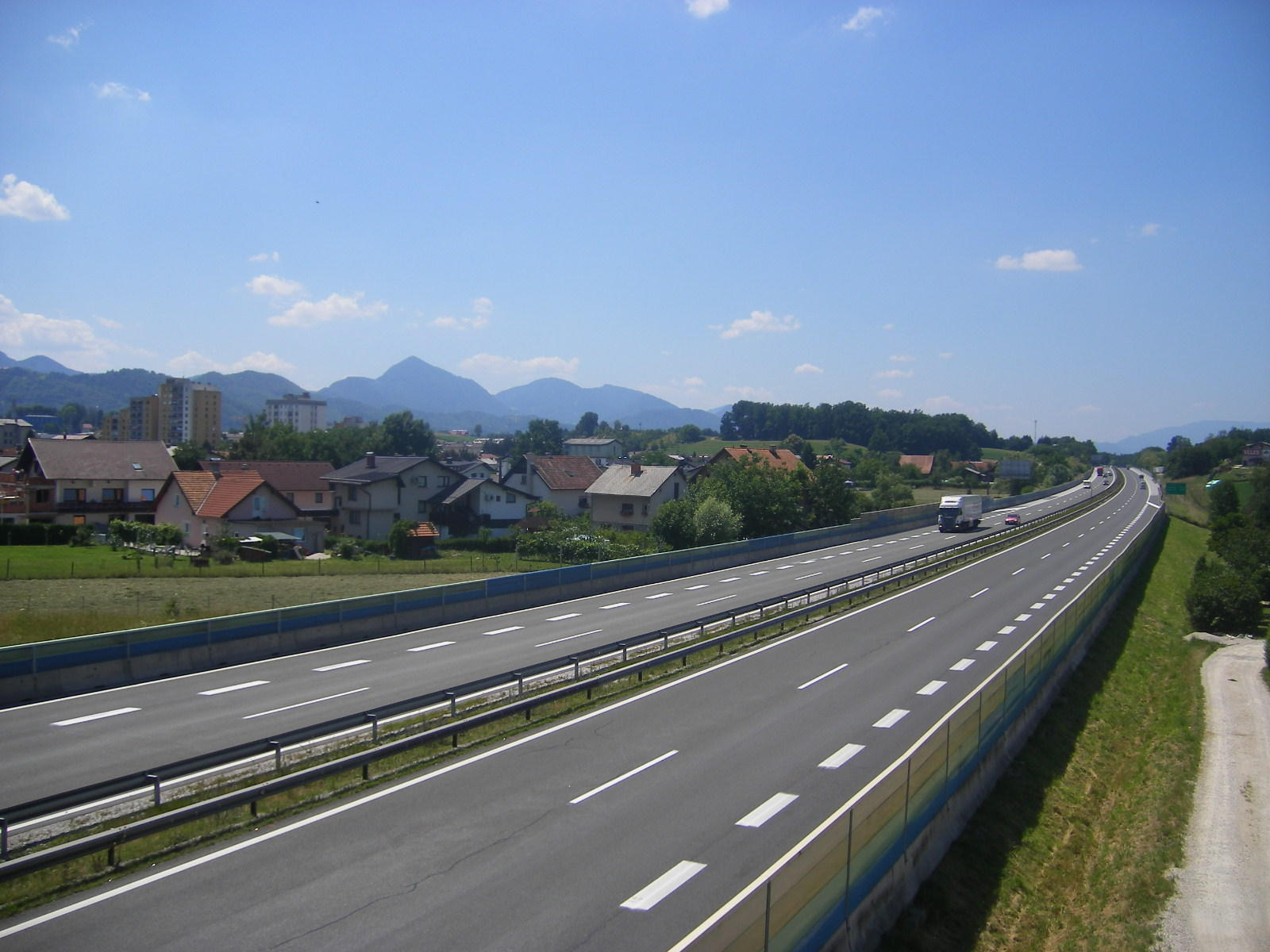
Dálnice poblíž Celje
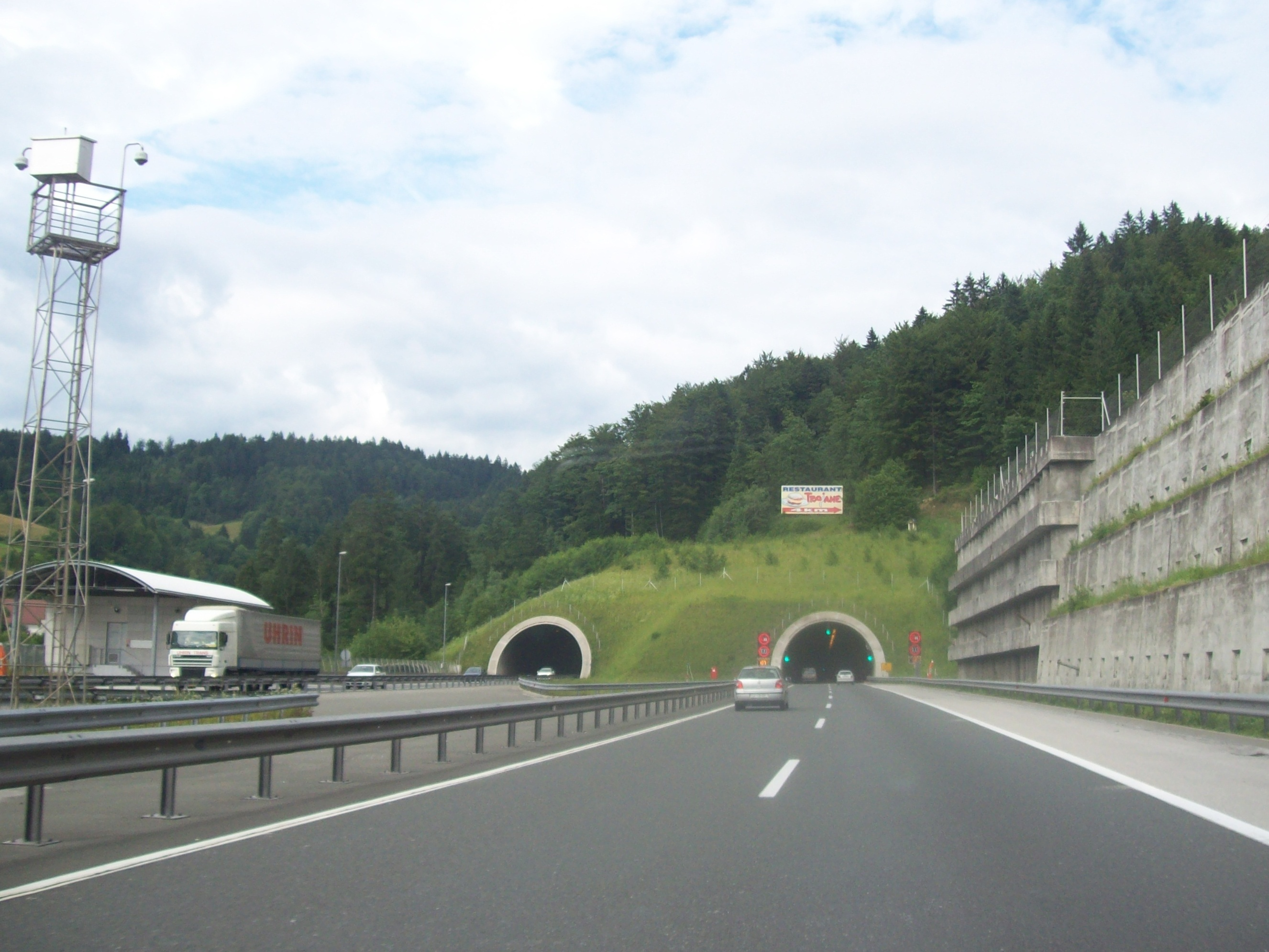
Tunel Trojane (jižní portál)
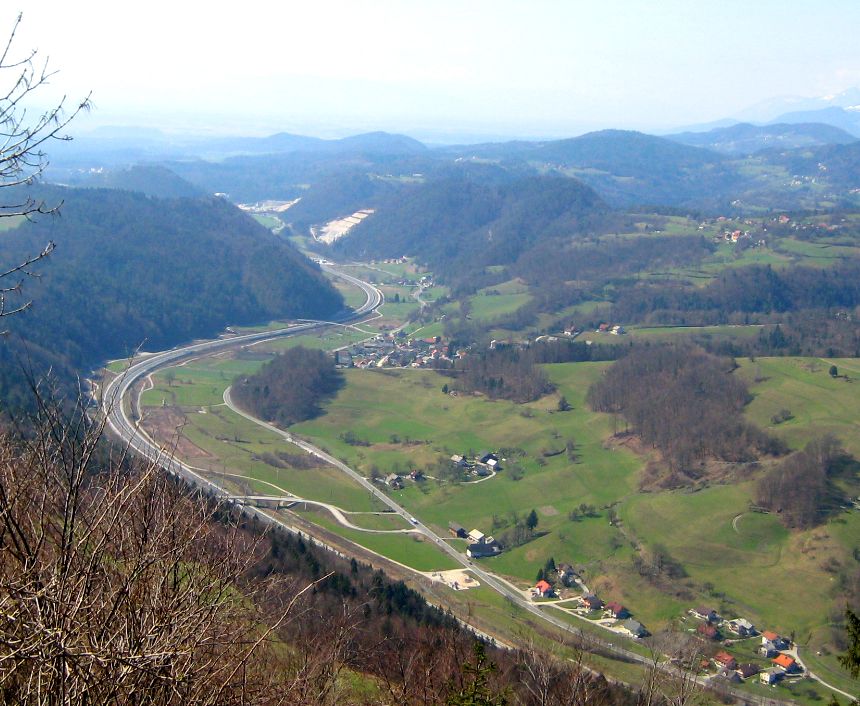
Pohled z Limbarské hory
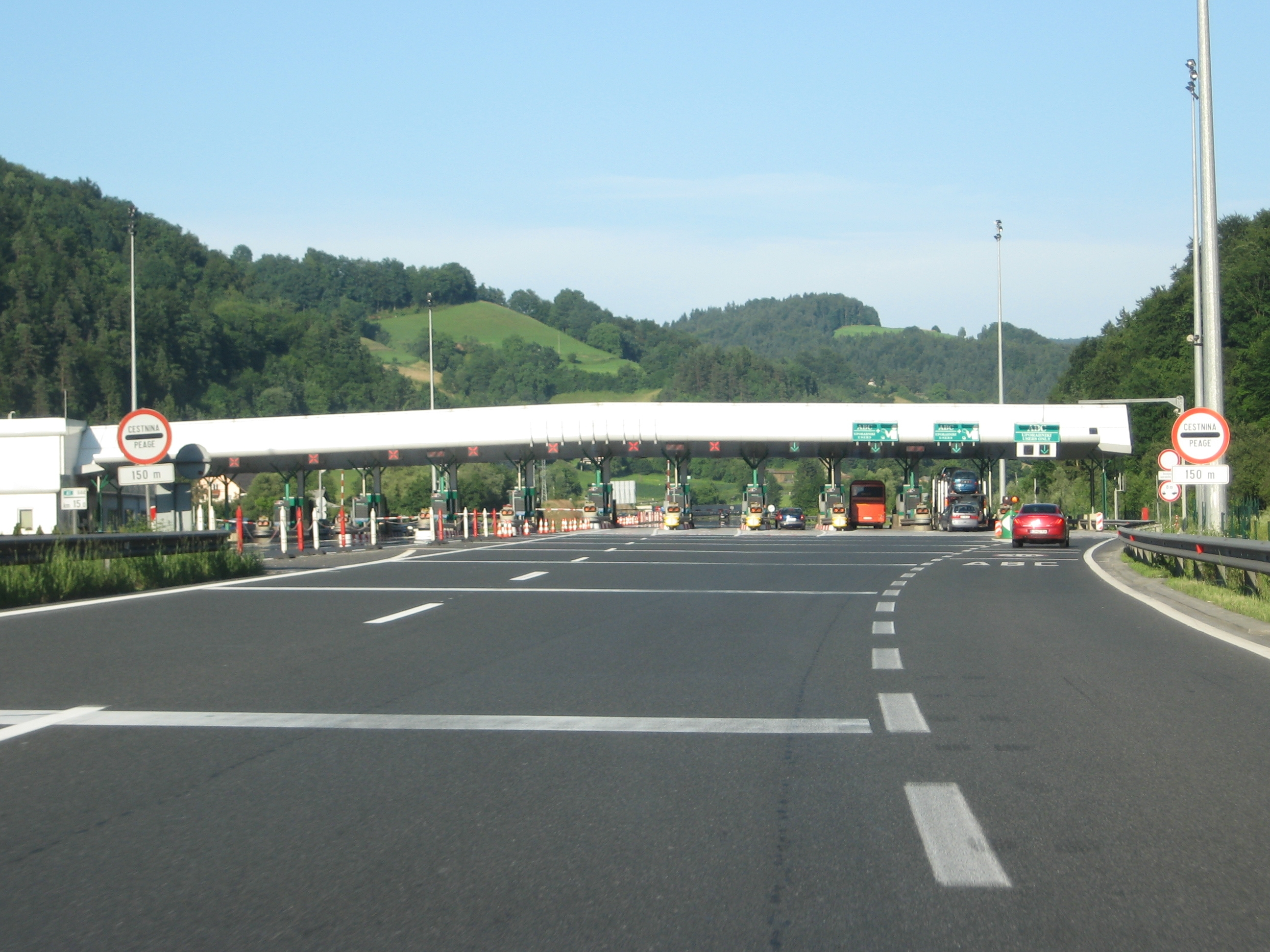
Výběr mýtného (Kompolje)
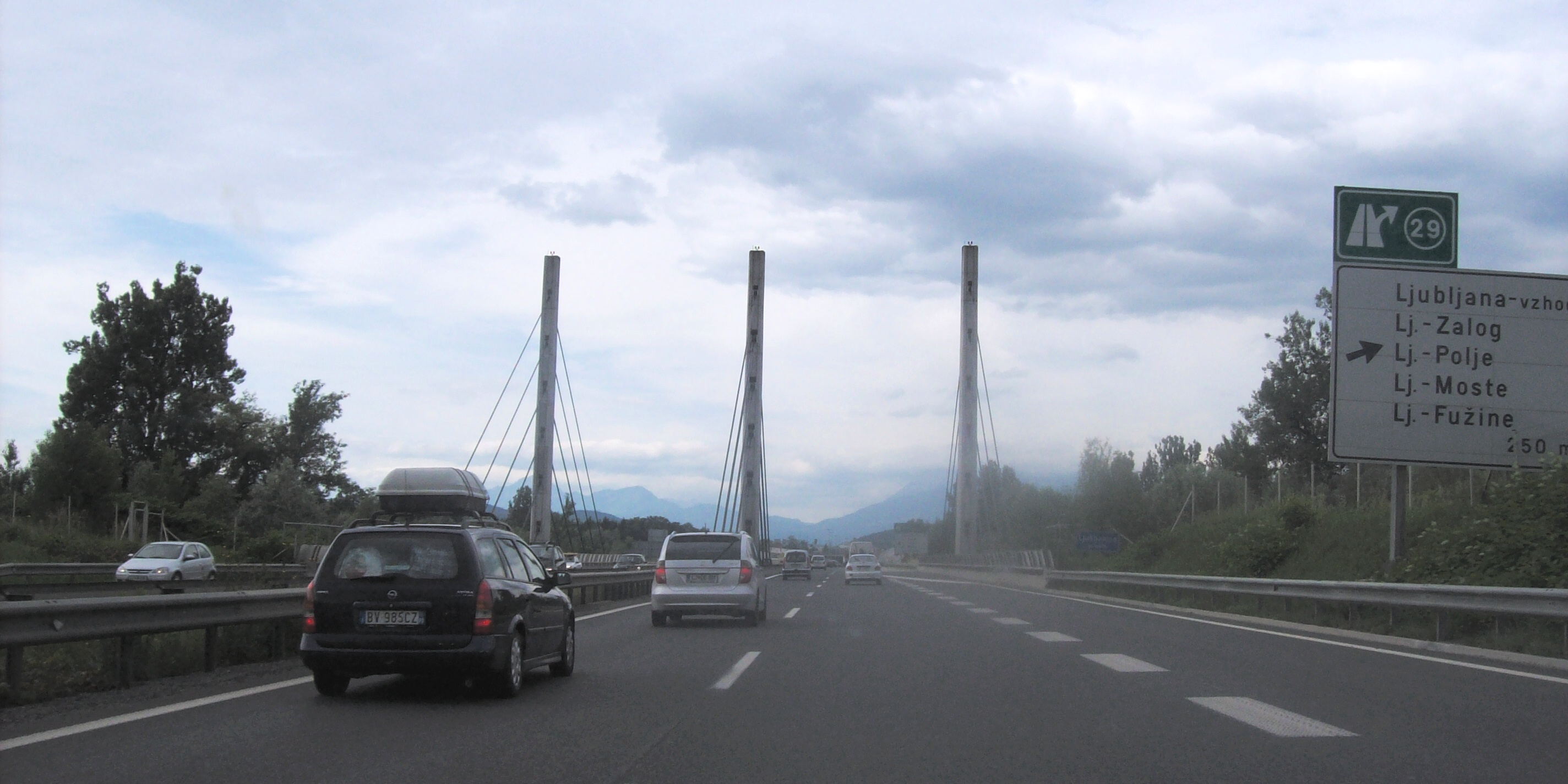
Most Ljubljanica
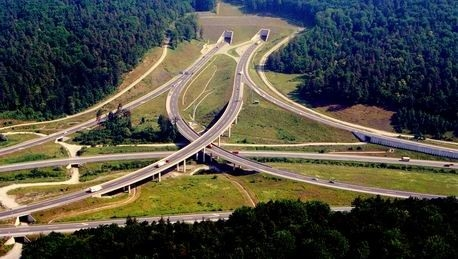
MÚK Malence
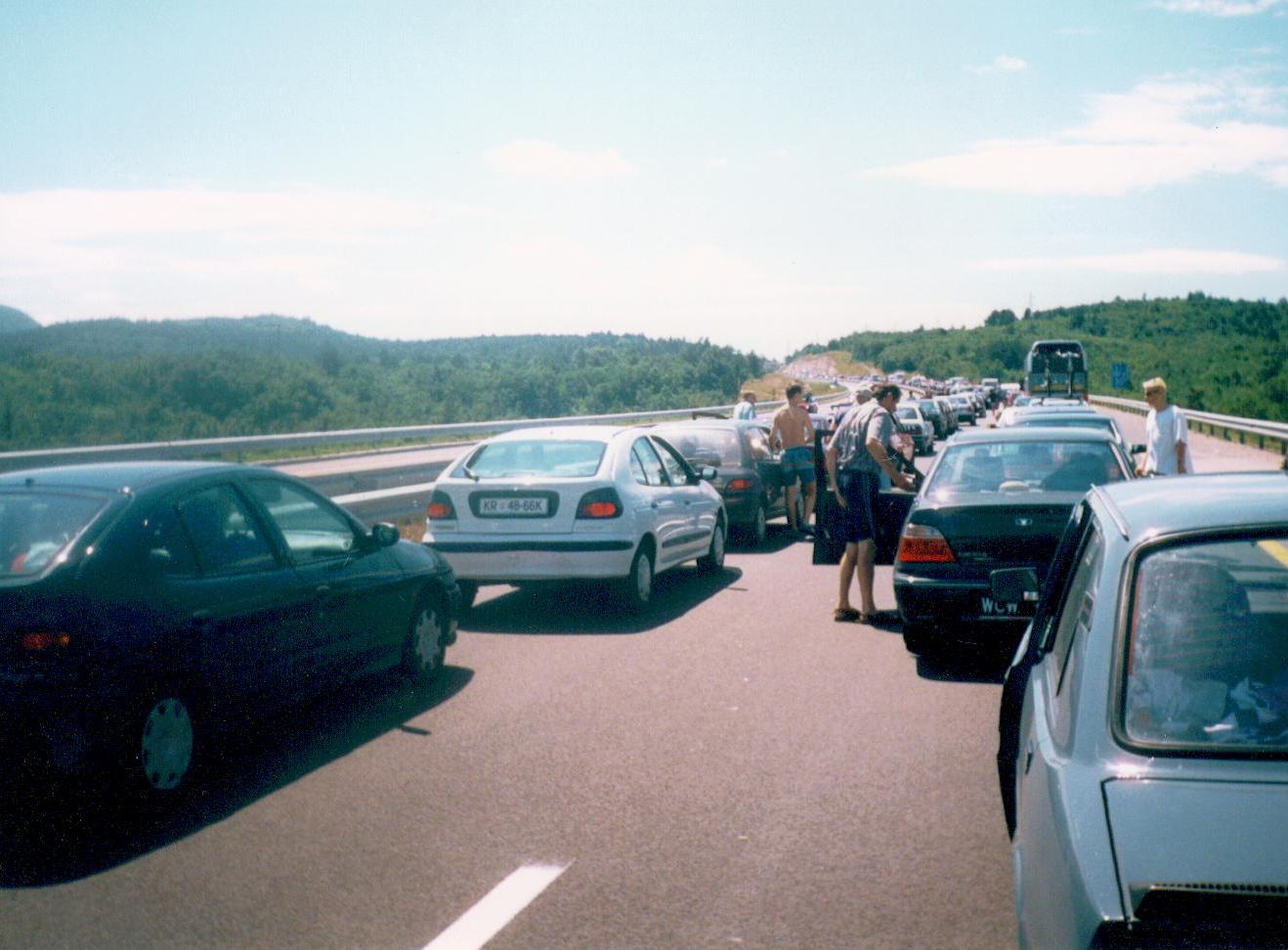
Před dokončením dálnice (Postojna, léto 1999)
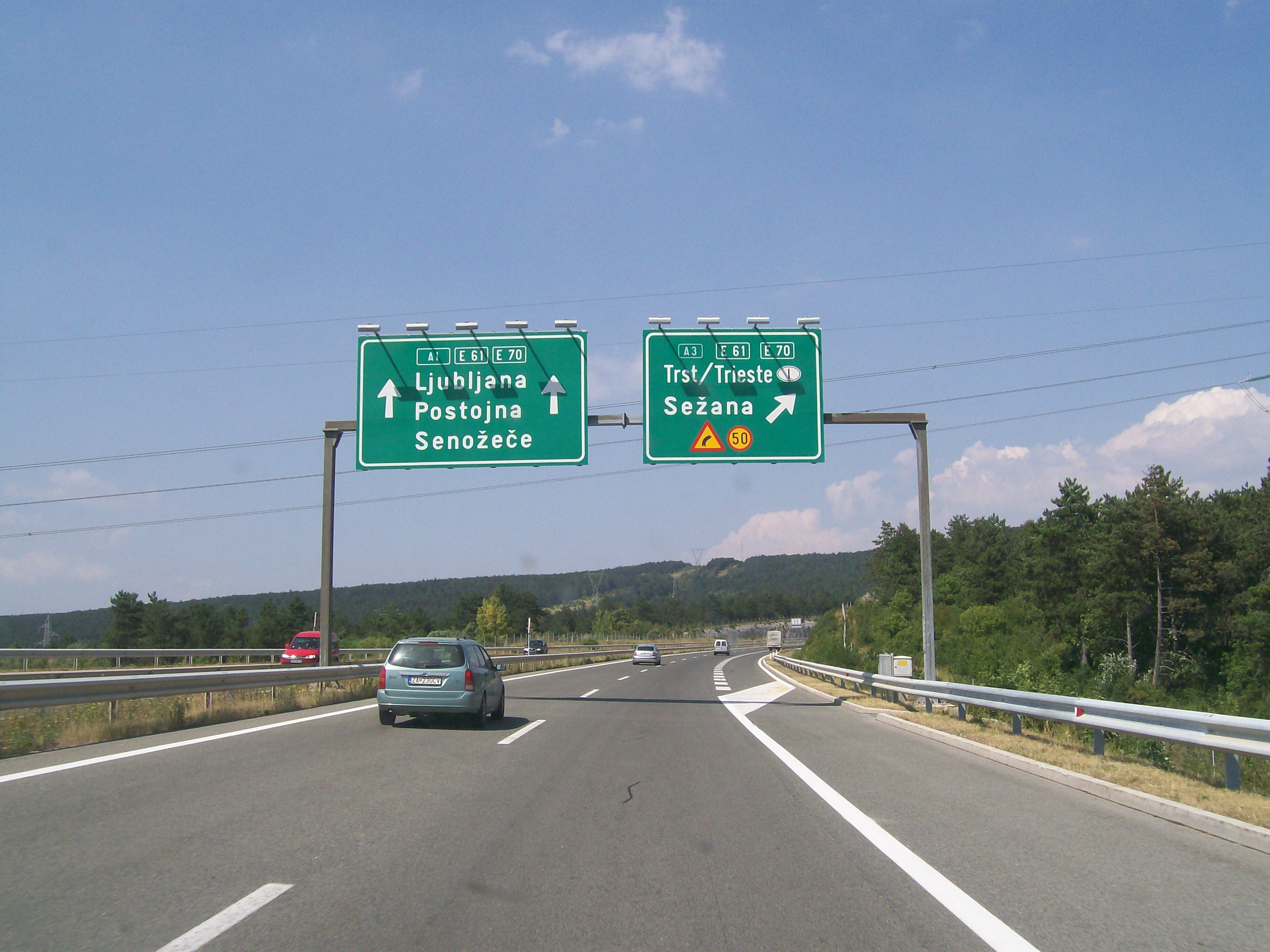
Před MÚK Gabrk
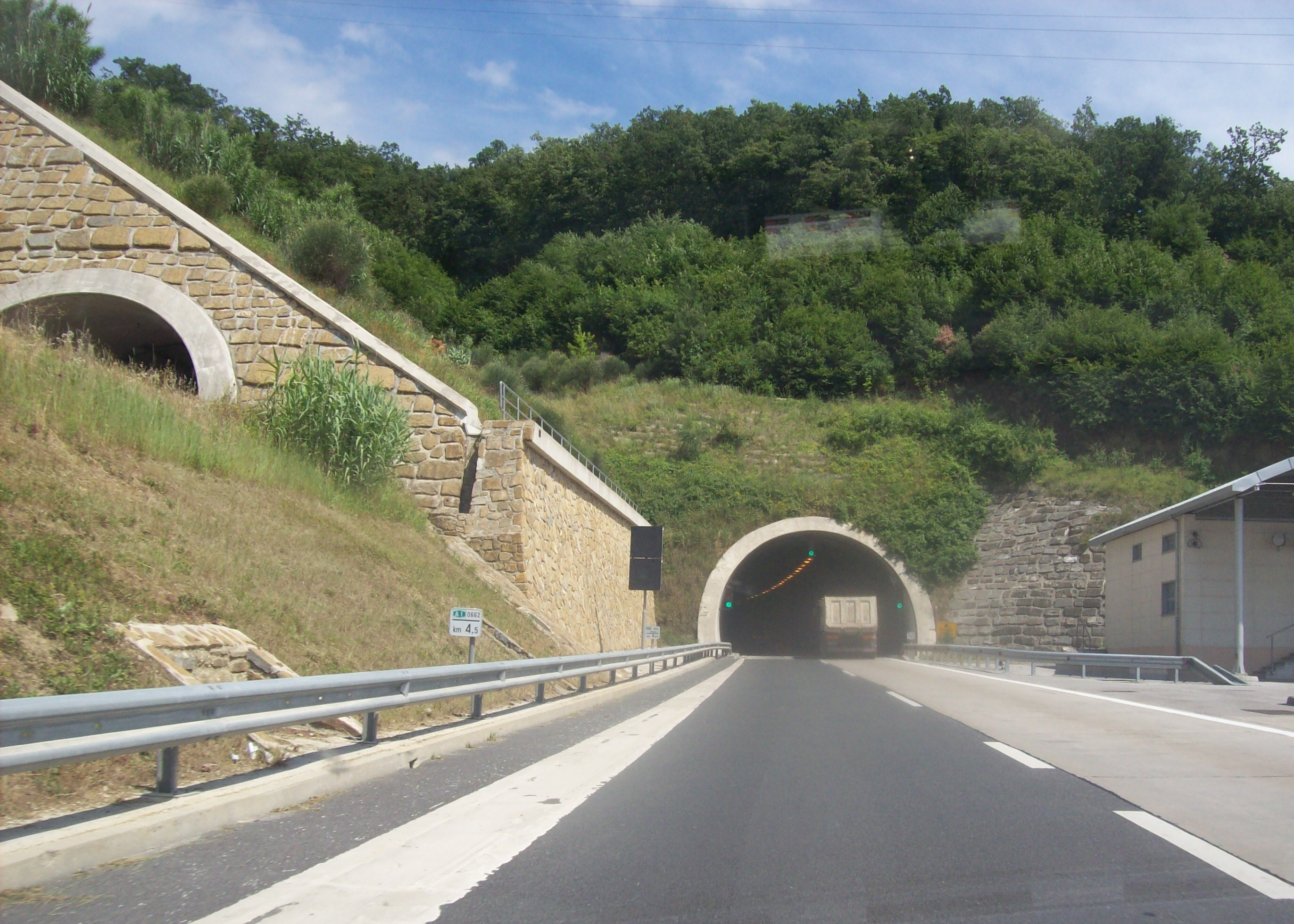
Tunel Dekani, vjezd směrem od Koperu
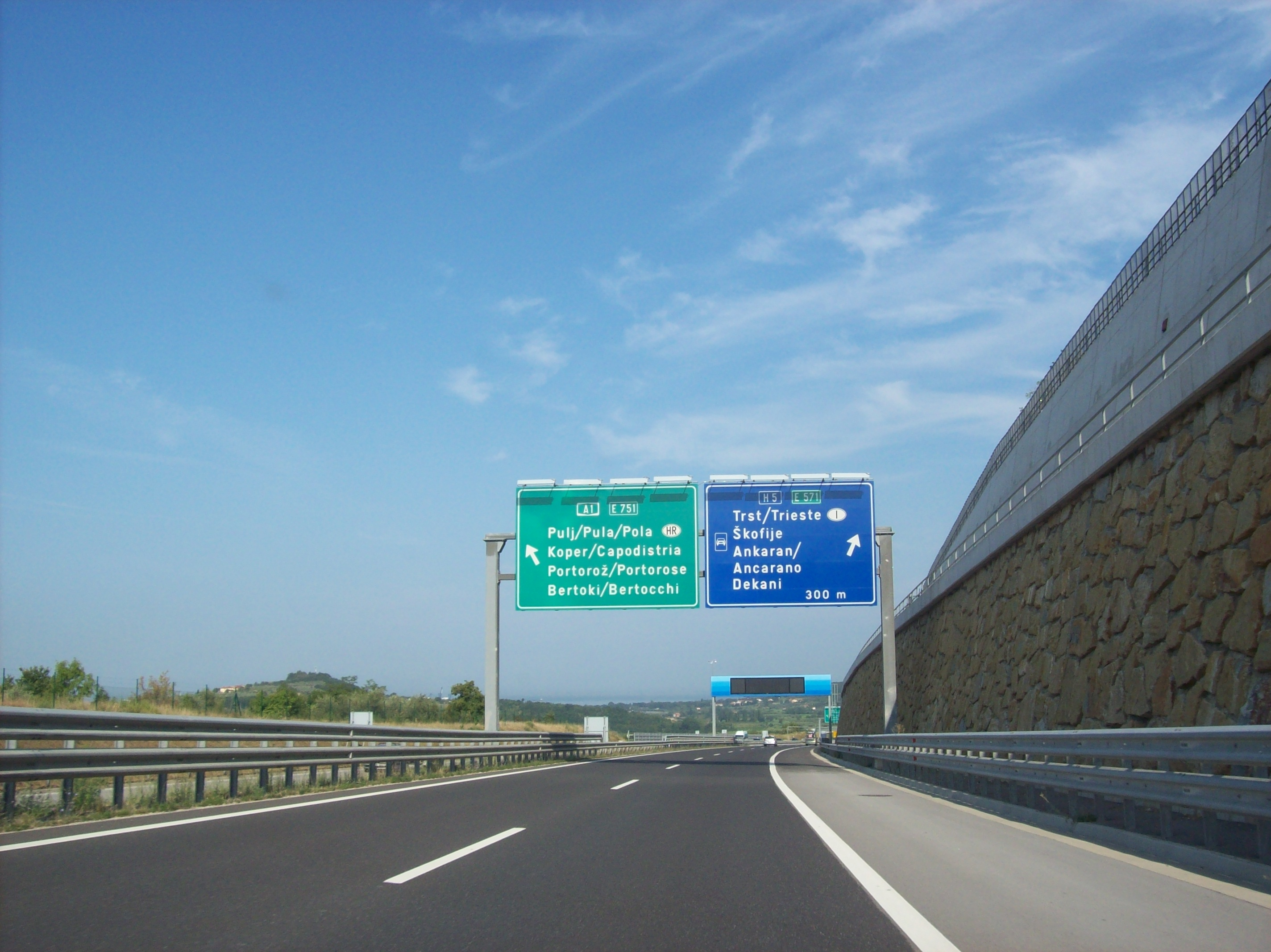
Před MÚK Srmin